# Bommasandra
Bommasandra is een census town in het district Bangalore Urban van de Indiase staat Karnataka. 

## Demografie
Volgens de Indiase volkstelling van 2001 wonen er 7570 mensen in Bommasandra, waarvan 58% mannelijk en 42% vrouwelijk is. De plaats heeft een alfabetiseringsgraad van 72%. 